# کنت مونی
کنت مونی (به انگلیسی: Kenneth Money) فضانورد اهل کشور کانادا است که در ۱ آوریل ۱۹۳۵ میلادی در تورنتو زاده شد.